# Pedro Gastón Manes
Pedro Gastón Manes (Quilmes, 19 de marzo de 1970) es un abogado, empresario en el área de ciencia y tecnología, y dirigente político argentino, expresidente de la Honorable Convención Nacional de la Unión Cívica Radical.

## Biografía
Gastón Manes obtuvo el título de abogado de la Universidad de Buenos Aires en el año 1993. Entre 1992 y 1999 trabajó y, luego, fue socio del Estudio Browne Romano & Asociados. A partir de 2000 ejerció su profesión en el estudio Savransky & Manes, Vibes y Asoc. En los años 1999/2000 realizó estudios de postgrado en el Instituto Británico de Derecho comparado, en Londres, y en el 2001 fue becario de la Ecole Nationale D'Administration, en Francia. En el año 2017 obtuvo un máster en Literatura Española e Hispanoamericana en la Universidad de Barcelona. Fue profesor de Derecho Internacional Público en la Universidad de Buenos Aires y en la Universidad Católica Argentina (1993-2005). 
Es presidente y cofundador del Grupo INECO (Instituto de Neurociencias Cognitivas), Instituto de investigación y atención clínica, vanguardia en Neurociencias en Latinoamérica, que cuenta con un área de formación, INECO Universidad, y corporativa, INECO Organizaciones.

## Trayectoria política
Militó en el Comité Radical de Salto entre el 83 y el 88. Fue uno de los fundadores del Centro de Estudiantes del Colegio Nacional de Salto, en 1984.
Fue colaborador del ex canciller Dante Caputoen temas de juventud y participó de la campaña a diputado en el año 1989. Formó parte del Instituto de Desarrollo Inclusivo (IDI). Dirigió la publicación Rumbos para el desarrollo, una revista periódica sobre asuntos estratégicos de la política nacional y regional.
En 2021 Gastón participó en la interna bonaerense y fue elegido como primer convencional nacional en la lista de Adelante Buenos Aires.

### Presidente de la Convención Nacional Radical (2022-actualidad)
El 27 de mayo de 2022 fue elegido presidente de la Honorable Convención Nacional de la Unión Cívica Radical, máximo órgano del radicalismo, que tiene, entre sus atribuciones, establecer la política de alianzas del espacio.
El 12 de junio de 2023, la Convención Nacional ratificó la pertenencia del radicalismo a la coalición Juntos por el Cambio y pidió ampliarla. El 19 de enero de 2024, la convención se reunió para decidir una postura en cuanto a la Ley Ómnibus del gobierno de Javier Milei. Finalmente la convención lo consideró "improvisada y poco democrática".